# Белкомунмаш

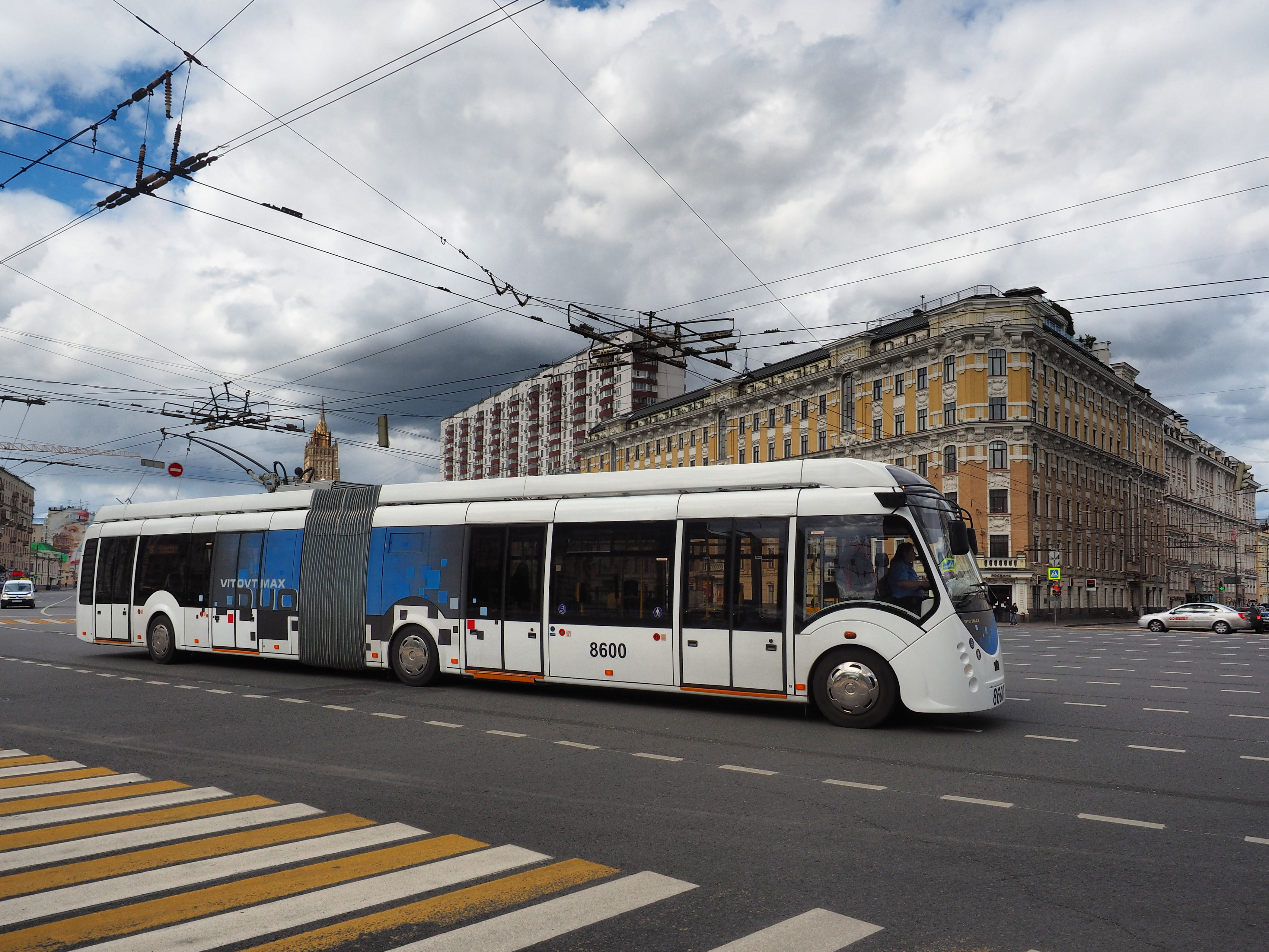
Електробус БКМ-433 «Вітовт»

Відкрите акціонерне товариство «Керуюча компанія холдингу «Белкомунмаш» (ВАТ «ККХ «БКМ») — білоруський виробник громадського електротранспорту (тролейбуси, трамваї та електробуси).
Організовано 1 липня 1973 року в Мінську як Мінський ремонтний трамвайно-тролейбусний завод (скорочено — МРТТЗ).
ВАТ «Керуюча компанія холдингу «„Белкомунмаш“» є провідним виробником наземного міського електричного транспорту в країнах СНД.
При виробництві своєї продукції використовує тільки передові технології в галузі машинобудування, комплектуючі та вузли провідних світових виробників. Продукція відповідає всім основним вимогам, що пред'являються до сучасного міського електротранспорту: безпека, екологічність, економічність та тривалий термін експлуатації.

## Історія
Підприємство організовано на базі ремонтного трамвайно-тролейбусного заводу, заснованого у 1973 році. Сьогодні є провідним промисловим підприємством Білорусі в області виробництва і капітального ремонту рухомого складу міського електричного транспорту. Техніка виробництва Белкоммунмаш відмінно зарекомендувала себе в Білорусі і більш ніж в 40 містах Росії, України, Казахстану, Киргизстану, Молдови, Латвії, Сербії, Монголії, Колумбії, Аргентини.
З червня 2022 року підприємство перебуває під санкціями ЄС та Швейцарії.

## Трамваї

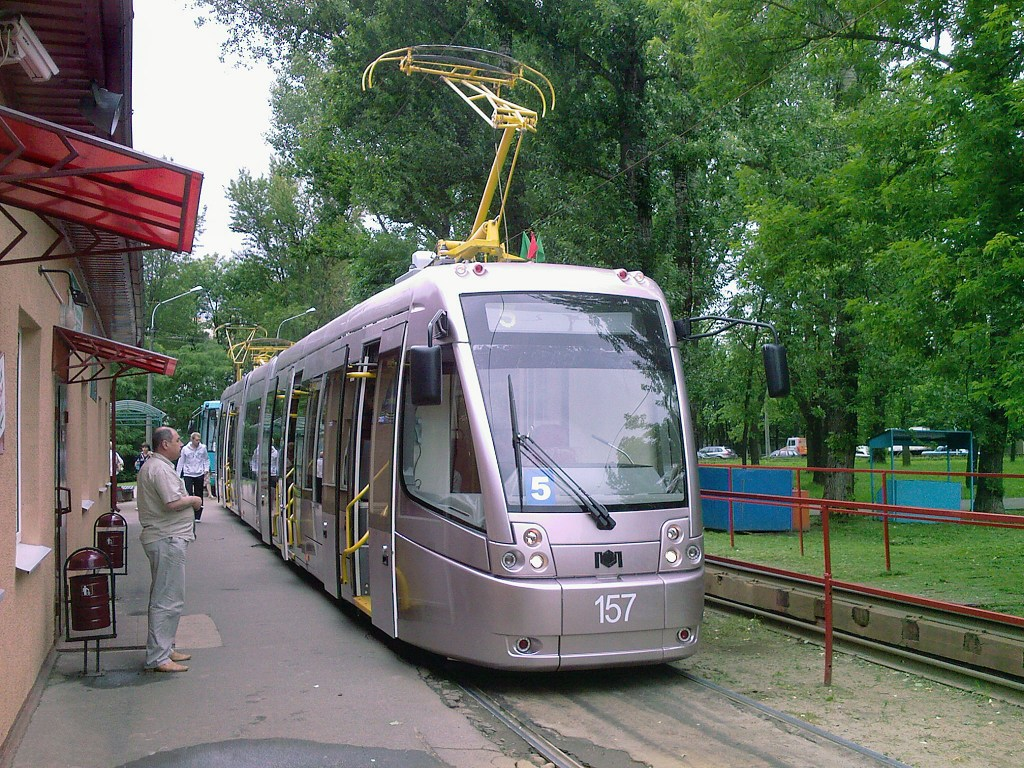
БКМ 84300М
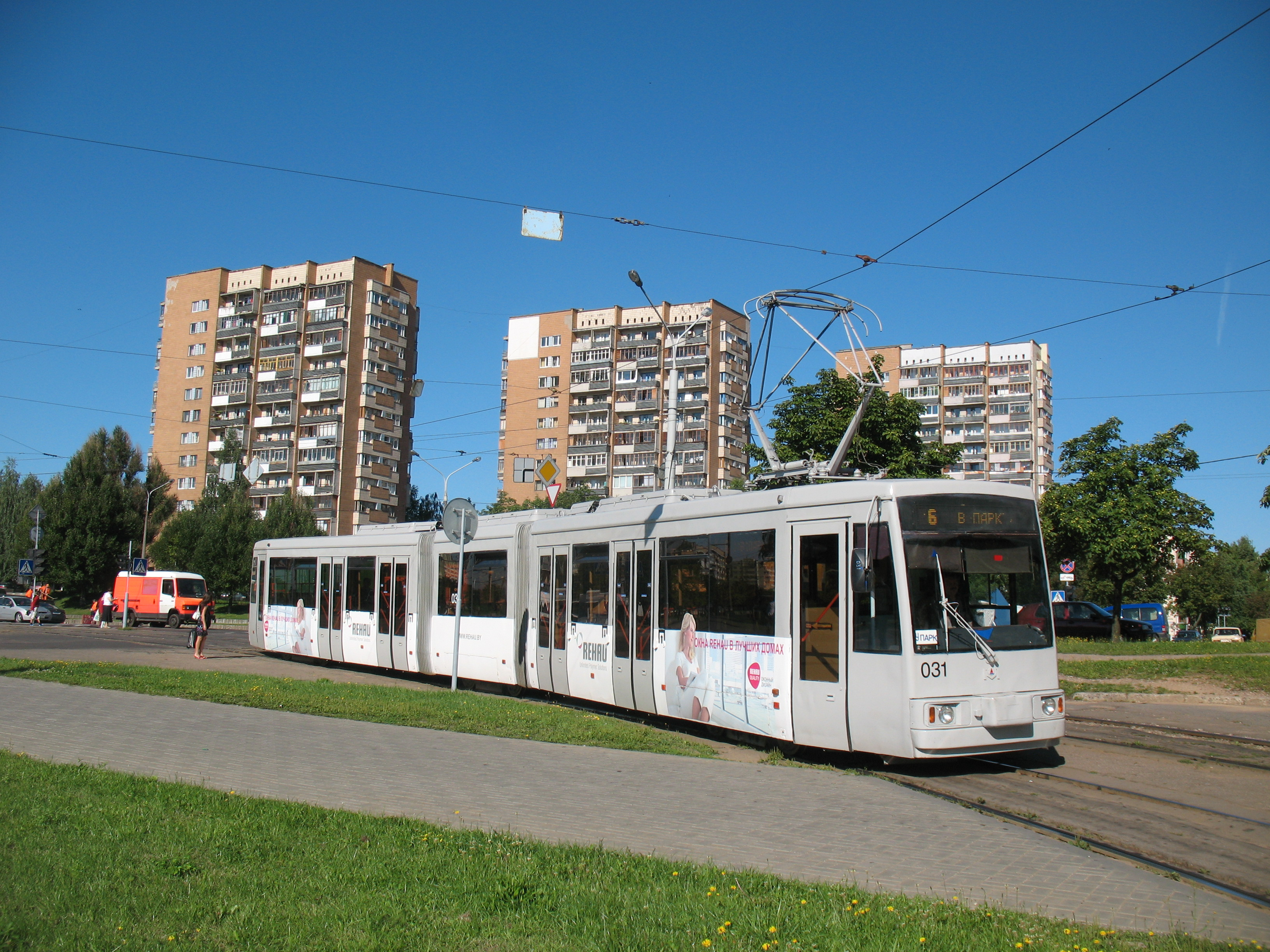
БКМ 743
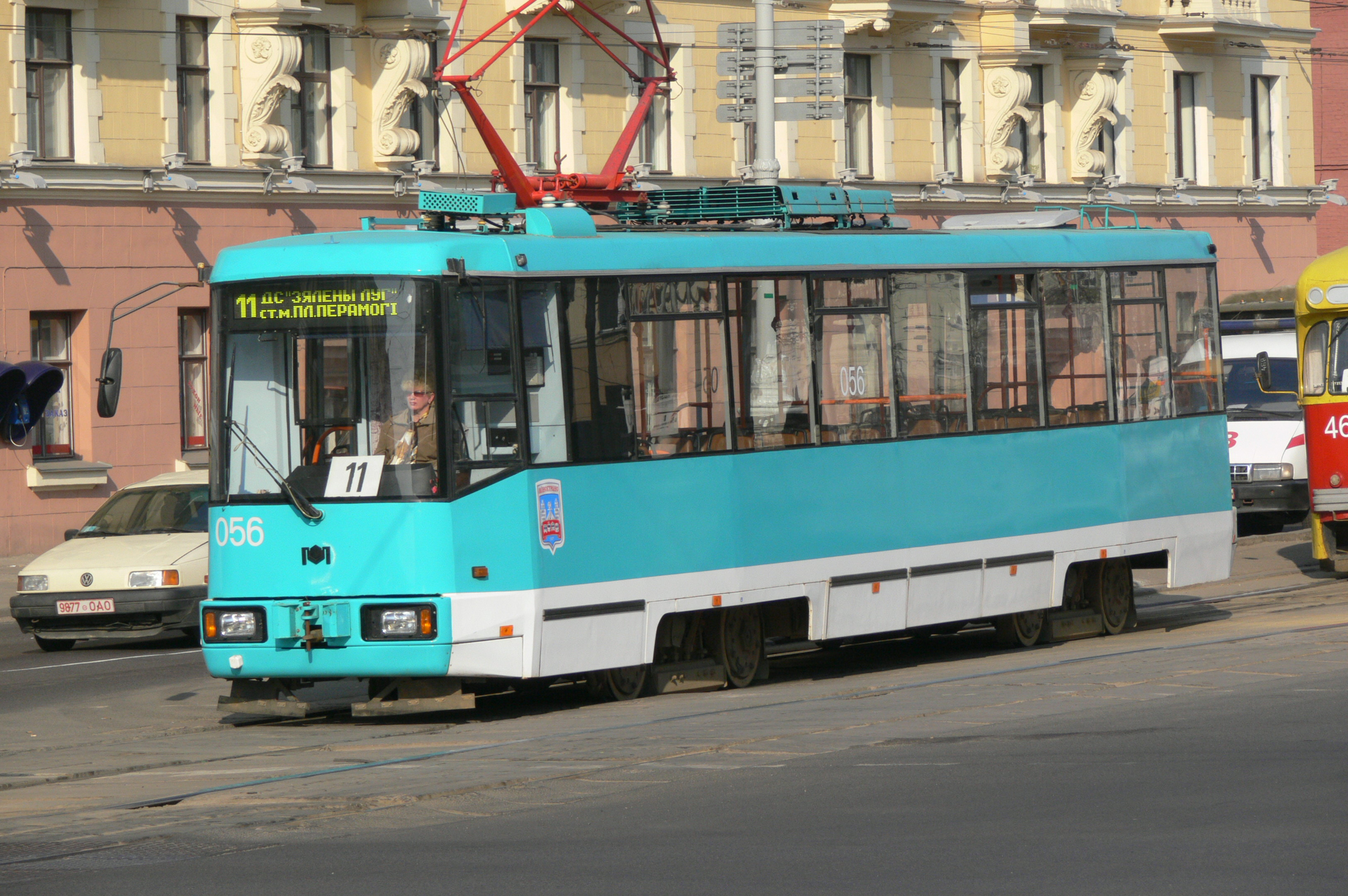
БКМ 60102
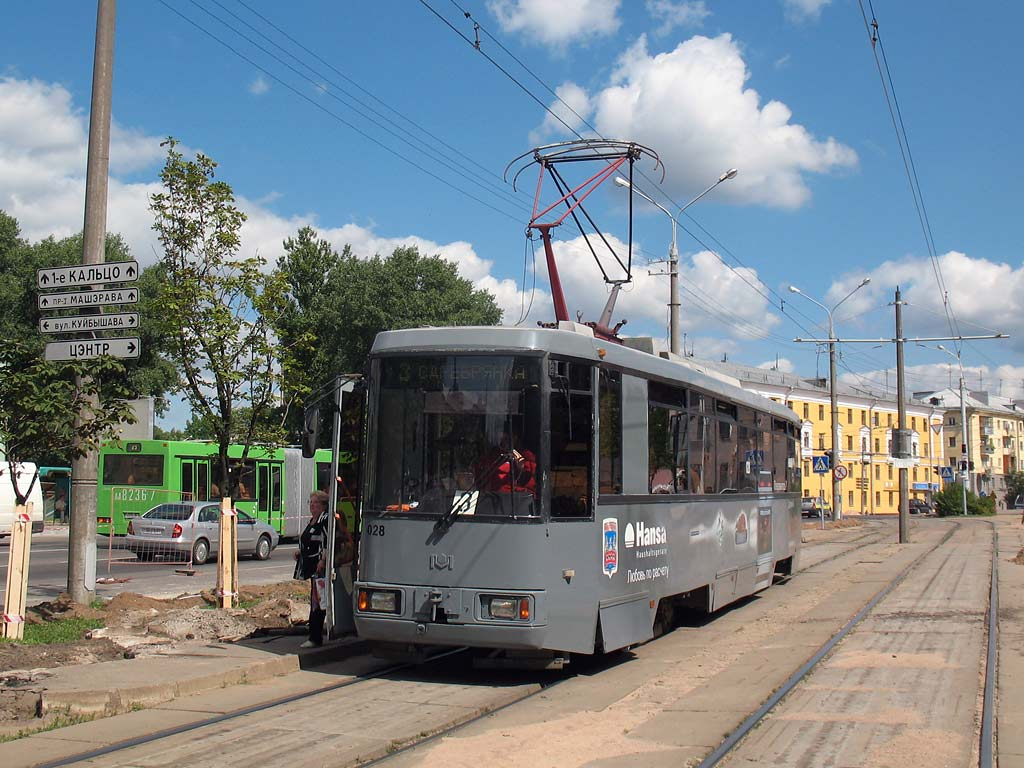
БКМ 1М

## Тролейбуси

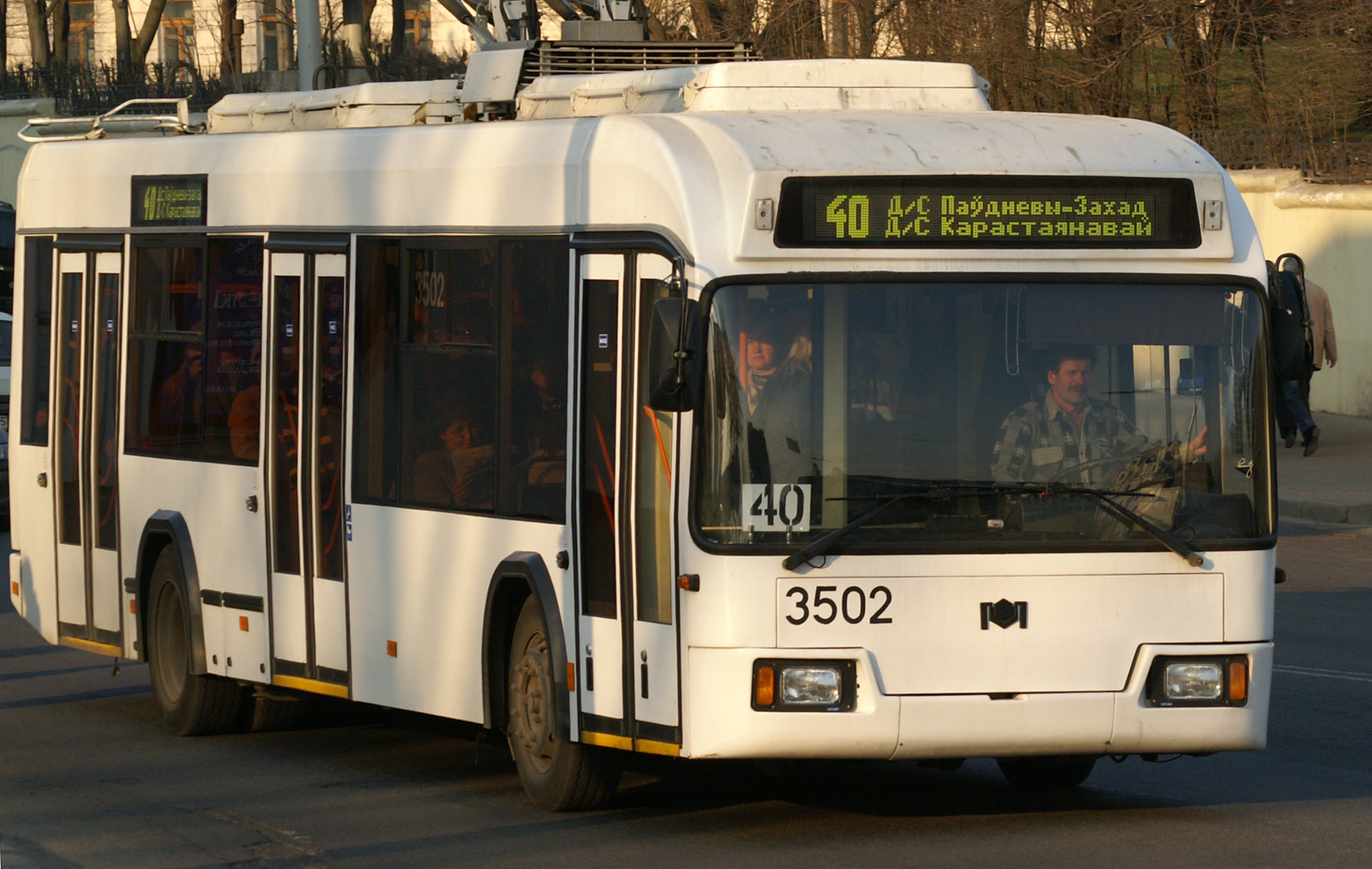
БКМ 321
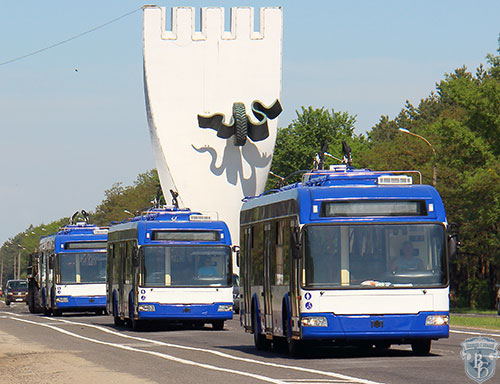
БКМ 32102 «Сябар»
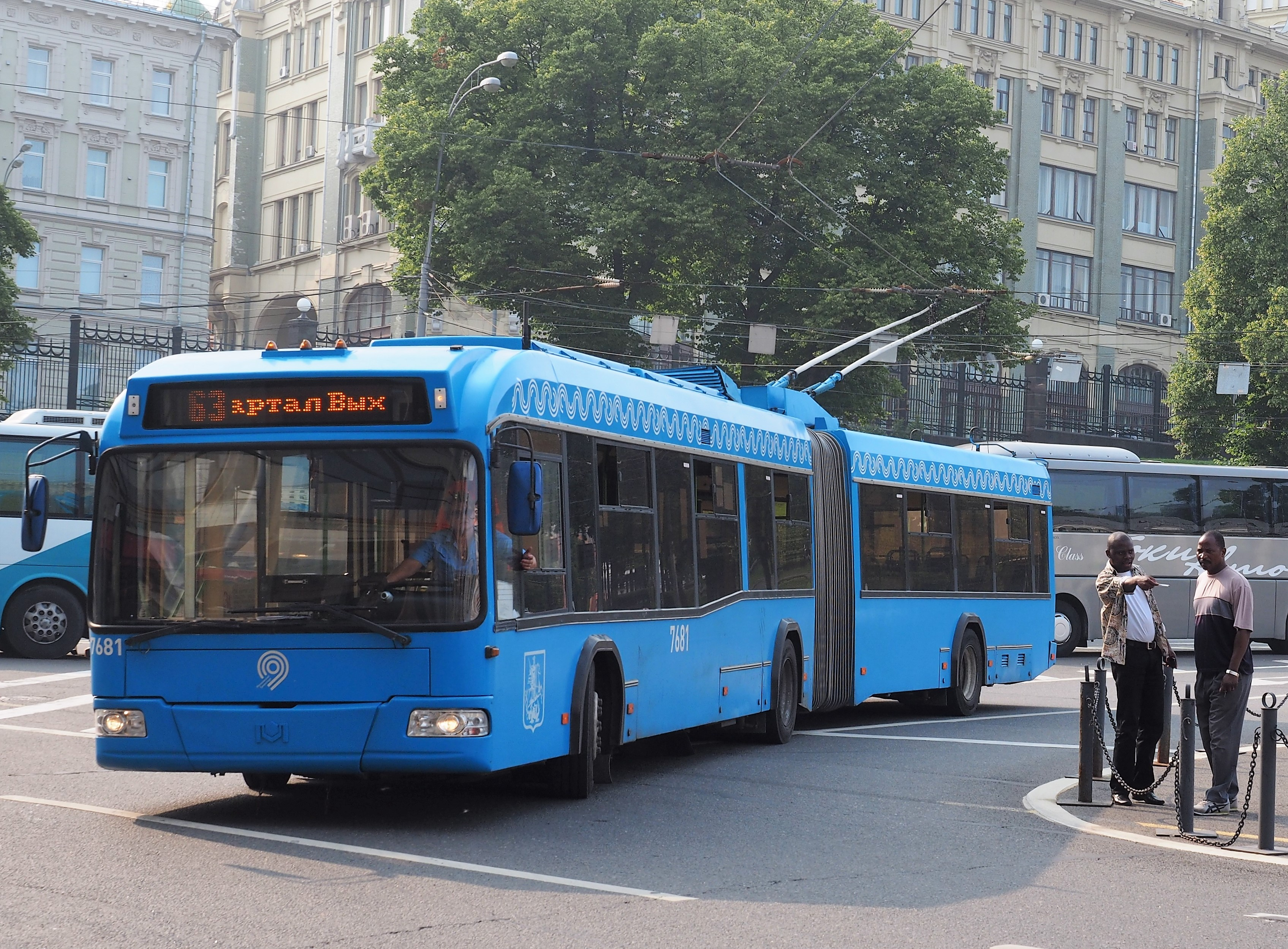
БКМ 333
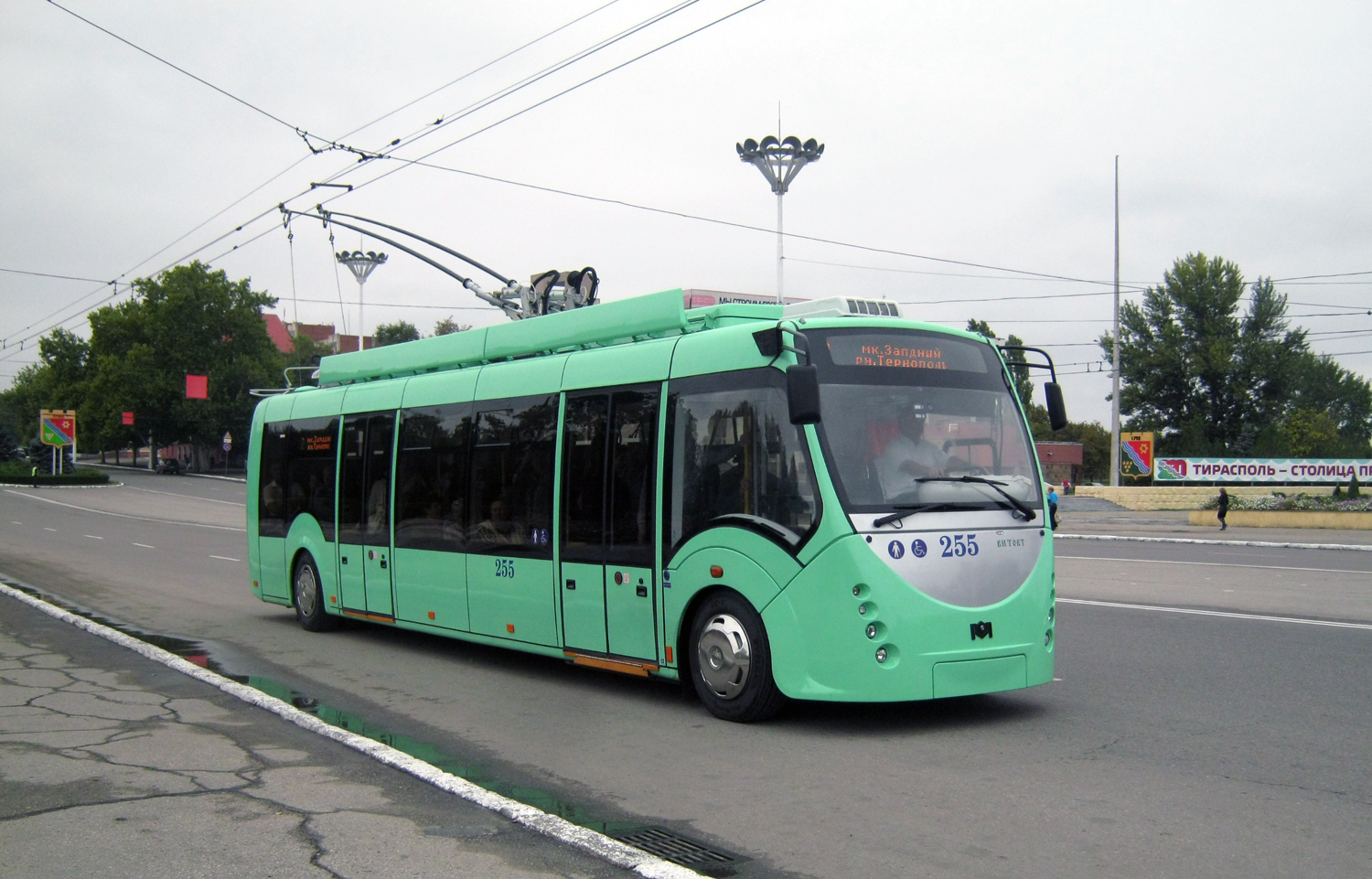
БКМ 420 «Вітовт»

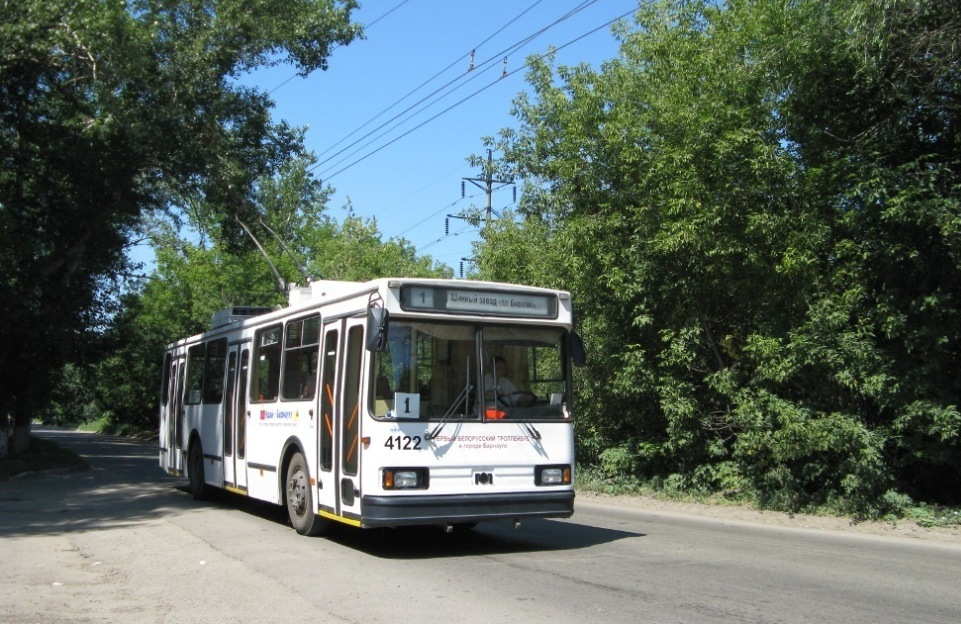
БКМ 20101
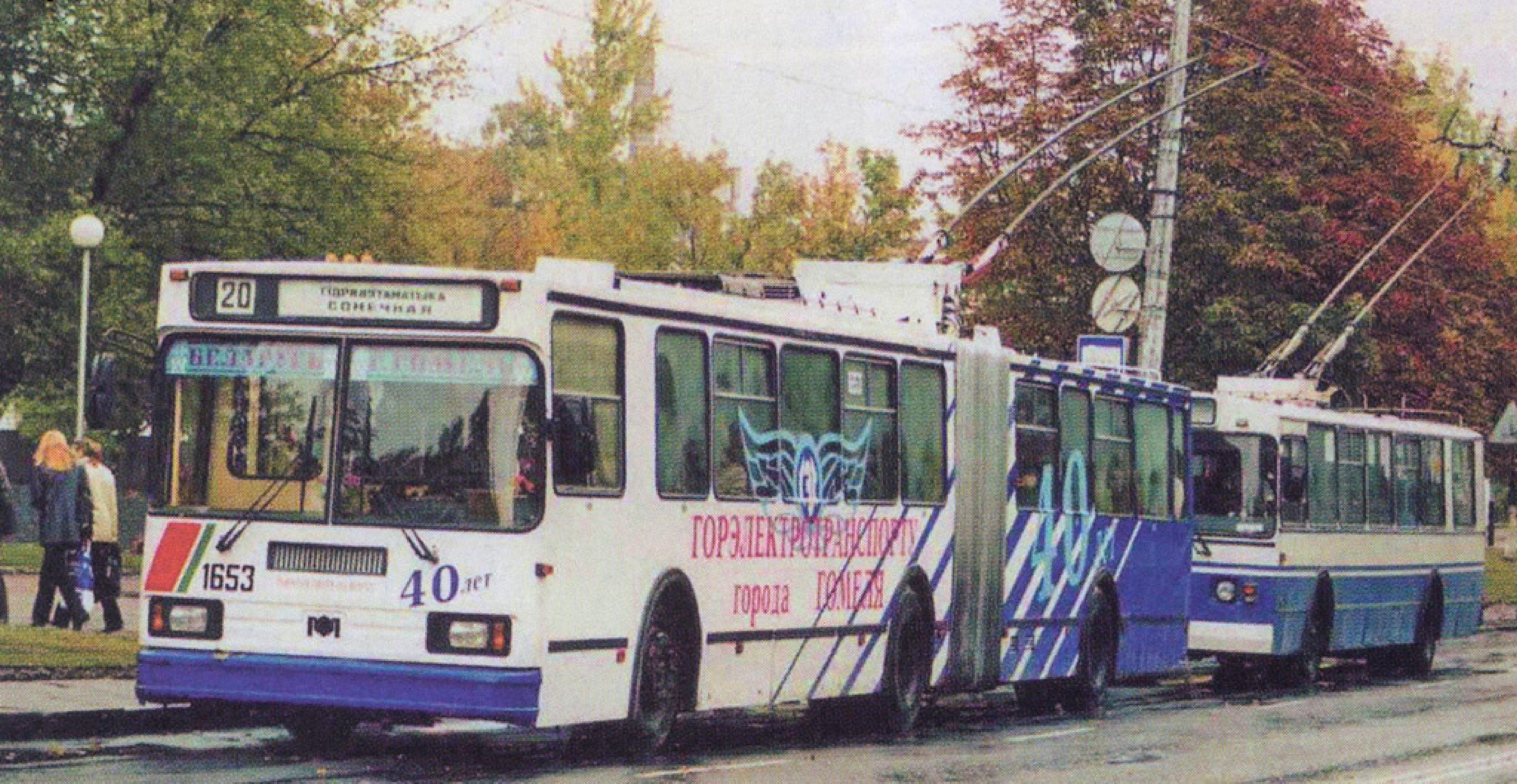
БКМ 213
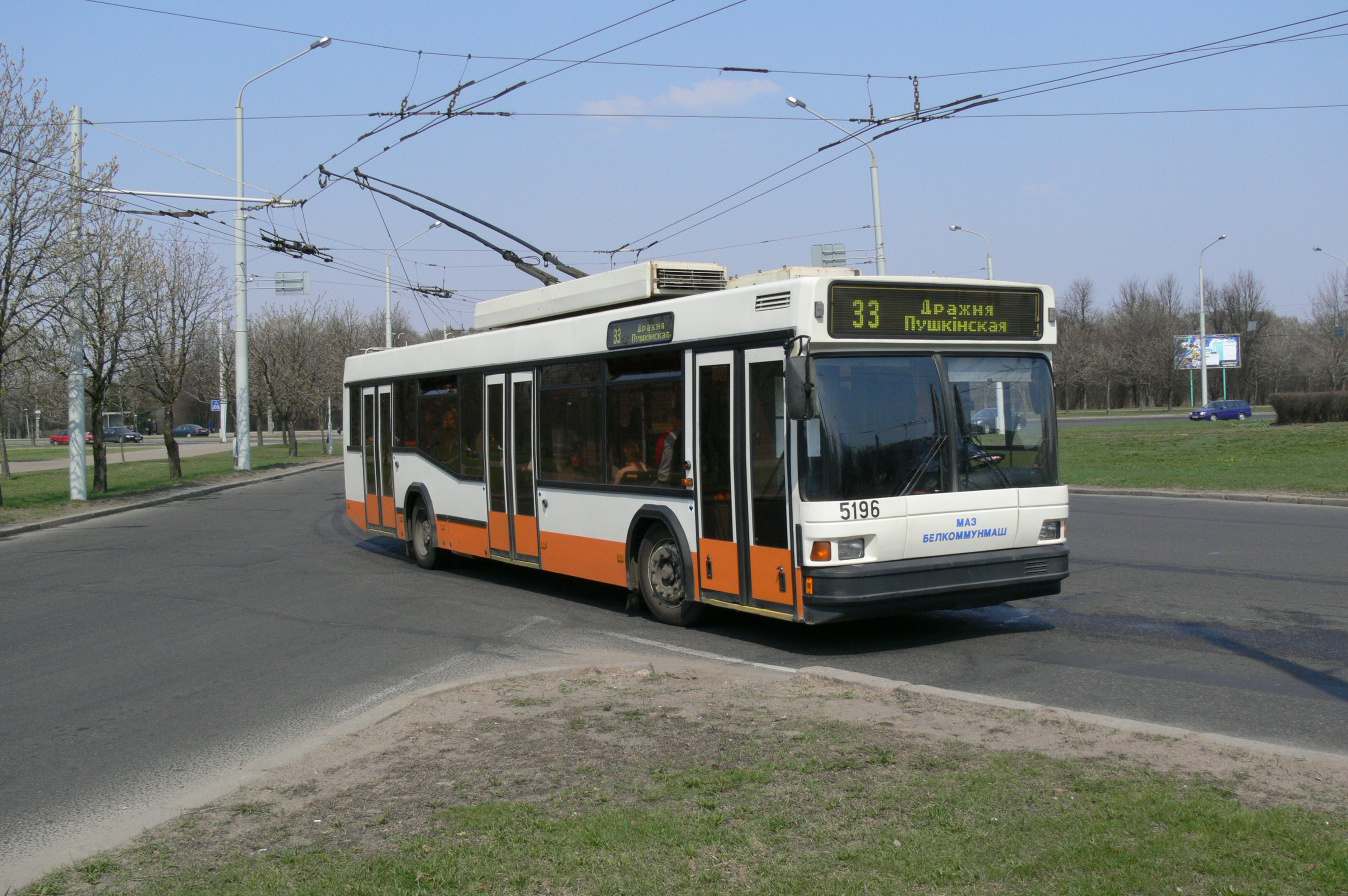
БКМ 221
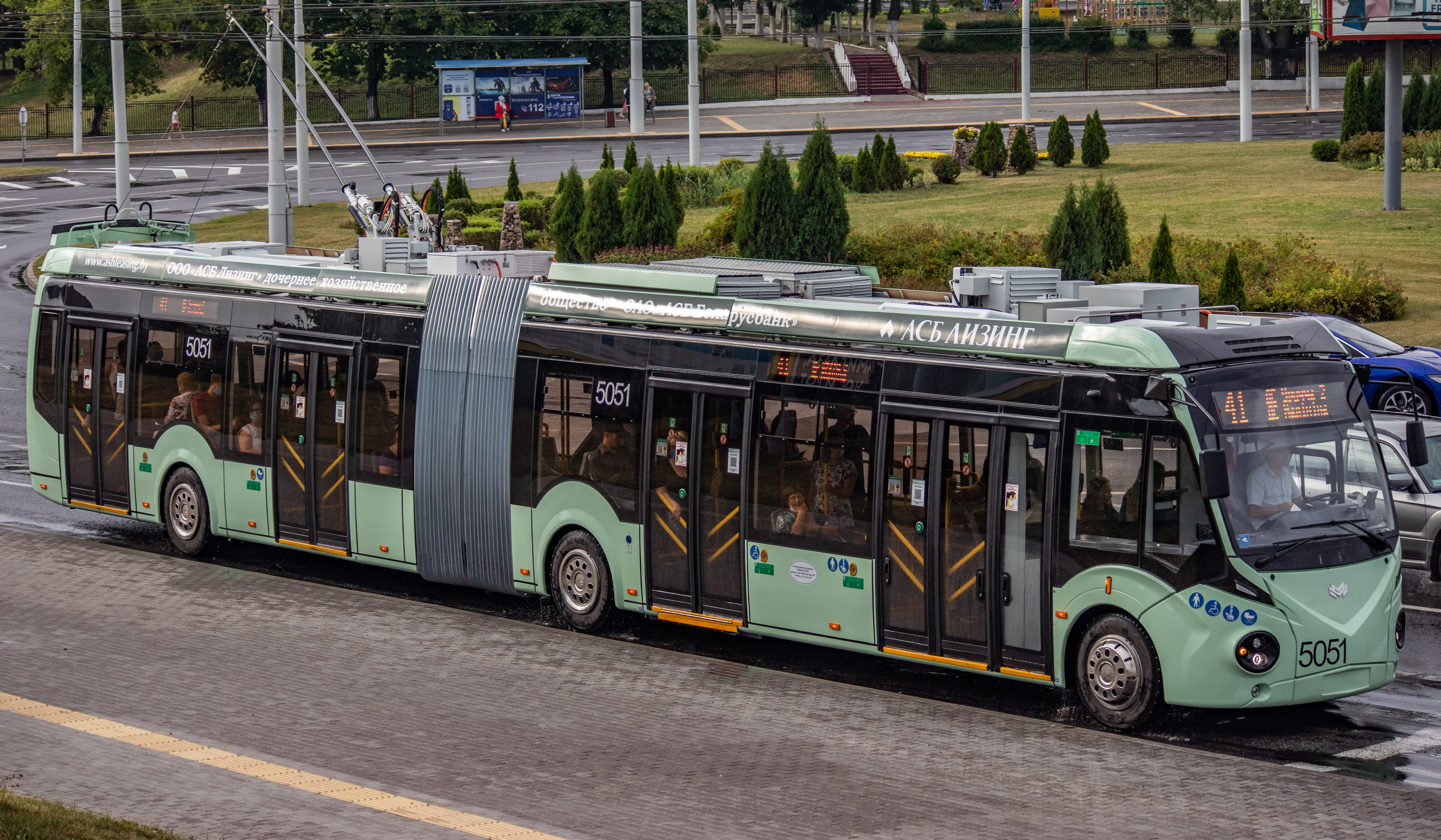
БКМ 43300D